# Devon Bostick
Devon Bostick er en canadisk skuespiller. Han er bedst kendt for rollen som Jasper Jordan i The 100.